# Холл, Шарлот
Шарлот Холл (англ. Sharlot Hall, полное имя Sharlot Mabridth Hall; 1870—1943) — американская журналистка и поэтесса, историк.

## Биография
Родилась 27 октября 1870 года в округе Линкольн, штат Канзас, в семье Джеймса Полка Нокса и Аделины Сюзанны Боблетт Холл. В ноябре 1881 года её семья по тропе Санта-Фе перебралась на территорию Аризоны, расположившись на ранчо Orchard Ranch возле Lynx Creek южнее Прескотта. Однажды во время поездки недалеко от Додж-Сити Шарлот упала с лошади и получила травму спины, последствия которой остаоись до конца её жизни.
В юном возрасте проявила интерес и талант к поэзии. Получив образование в государственных школах, сначала в Dewey–Humboldt, а затем в Прескотте, она поехала в Лос-Анджелес, чтобы поступить в Cumnock School Of Expression. В 1921 году Шарлот получила степень бакалавра гуманитарных наук в Университете Аризоны.
В двадцать лет Холл продала свою первую статью в детский журнал за 4 доллара США. К двадцати двум годам она работала журналистом, стала поэтессой и эссеистом. Являлась постоянным автором журнала Чарльза Ламмиса «The Land of Sunshine»; в 1906 году была назначен помощником редактора журнала. В 1909 году губернатор территории Аризона Ричард Слоан назначил Шарлотту Холл официальным историком территории (Territorial Historian). В 1912 году она ушла с должности историка территории и вернулась на своё семейное ранчо, чтобы заботиться о родителях.
Шарлотта вернулась к общественной деятельности в 1923 году с выпуском расширенной версии своей книги «Cactus and pine», содержащей дополнительные стихотворения. Она была избрана президентским выборщиком, голосовавшим за Калвина Кулиджа в 1925 году. Она использовала свою поездку в Вашингтон, чтобы посетить различные музеи города и узнать об их управлении. После смерти отца Холл приобрела дом, который служил в качестве «Governor’s mansion» для первых губернаторов территории Аризоны. Она использовала это здание также для размещения своей коллекции артефактов, связанных с пионерами Аризоны и историей округа Явапаи. За этим последовал следующий шаг, когда в 1928 году, когда она основала Историческое общество Прескотта (Prescott Historical Society). В этом же году она открыла то, что она назвала тогда «Old Governor’s Mansion Museum», ныне известный как Музей Шарлот Холл.
В последующие годы Холл занималась расширением своего музея за счёт приобретения других исторических зданий. Она также была популярным оратором, выступая с лекциями по местной истории и фольклору в школах и клубах по всему штату.

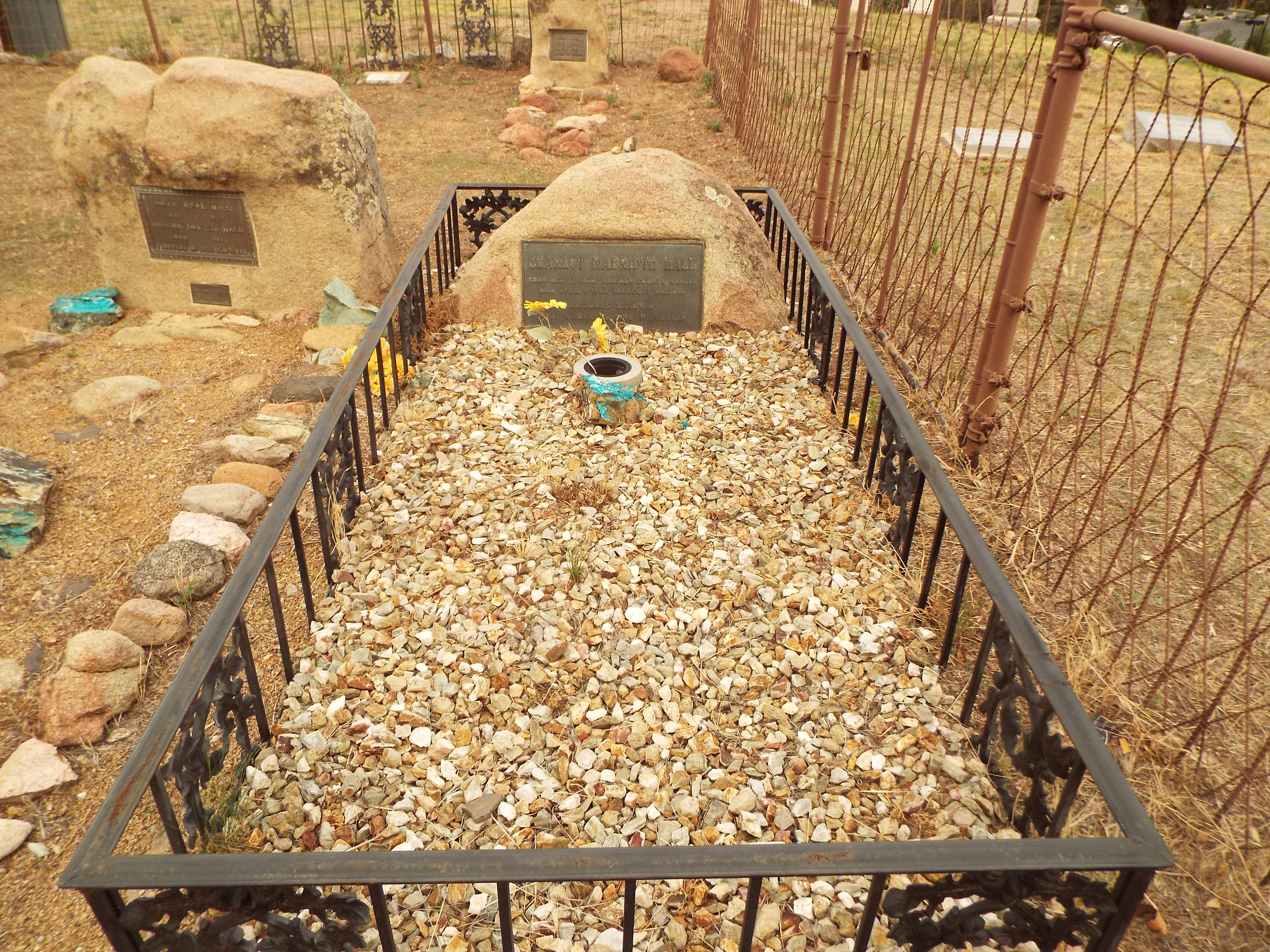
Могила Шарлот Холл

Умерла 9 апреля 1943 года в Прескотте, штат Аризона. Была похоронена на кладбище Arizona Pioneers Home Cemetery рядом со своей подругой Кейт Кори.
Через два года после смерти Шарлот Холл, Историческое общество Прескотта изменило своё название на Историческое общество Шарлот Холл (Sharlot Hall Historical Society). Она стала в числе первых, введённых в Зал славы женщин Аризоны. В 1984 году была учреждена премия Шарлот Холл, которая ежегодно присуждается «женщине из Аризоны, которая внесла ценный вклад в понимание и осведомлённость об Аризоне и её истории».